# محطة تلفزيون دوردارشان
دوردارشان محطة تلفزيونية مستقلة أسست من قبل الحكومة الهندية وجزء من براسار بهاراتي. وتعتبر واحدة من أكبر هيئات الإذاعة في الهند من حيث الاستوديو والبنية التحتية في مجال الإرسال، أول بث لها كان في يوم 15 سبتمبر 1959. وبدأت مؤخرا بالبث على أجهزة الإرسال الأرضية الرقمية. والDD للتلفزيون والراديو والانترنت وخدمات الهاتف النقال في جميع أنحاء الهند وكذلك في خارج الهند من خلال إذاعة الهند.
لدورة الألعاب الأولمبية الصيفية لعام 2012، قامت المحطة ببث تغطية حية لحفلي الافتتاح والختام لالألعاب الأولمبية الصيفية 2012 على القناة الوطنية. ونقلت الحدث الرياضي على مدار الأربع والعشرين ساعة تغطية.

## وصلات خارجية
- Doordarshan official site
- Doordarshan news site